# Cassique à dos rouge
Cacicus uropygialis
Espèce
Répartition géographique
Statut de conservation UICN

 LC  : Préoccupation mineure
Le Cassique à dos rouge (Cacicus uropygialis) est une espèce de passereaux de la famille des ictéridés.

## Distribution
Le Cassique à dos rouge se retrouve dans les zones subtropicales entre 1300 et 2300 mètres au Venezuela, en Colombie, en Équateur et au Pérou.

## Habitat
Ce cassique fréquente les forêts montagneuses clairsemées. Il affectionne particulièrement les forêts sur les pentes. Il s’aventure également dans les clairières où se trouvent des arbres à fleurs ou couverts d’épiphytes.

## Comportement
Le Cassique à dos rouge s’observe généralement en couple ou en petit groupe de moins de six individus.  Il se joint parfois aux volées mixtes d’alimentation avec des espèces des genres Cyanolyca ou Cyanocorax ou encore des Thraupidae.  Il préfère rechercher sa nourriture dans la canopée, mais il s’observe aussi dans les strates inférieures de la forêt.

## Systématique
Certaines classifications considèrent le Cassique à dos rouge comme une sous-espèce du Cassique à bec mince auquel cas il porte le nom C. u. uropygialis.